# Paraletes
Paraletes is een geslacht van spinnen uit de familie hangmatspinnen (Linyphiidae). 

## Soorten
De volgende soorten zijn bij het geslacht ingedeeld:
- Paraletes pogo Miller, 2007
- Paraletes timidus Millidge, 1991